# Paradrymadusa bucharica
Paradrymadusa bucharica är en insektsart som beskrevs av Pravdin 1969. Paradrymadusa bucharica ingår i släktet Paradrymadusa och familjen vårtbitare. Inga underarter finns listade i Catalogue of Life.